# Kirchenradweg Jena – Thalbürgel

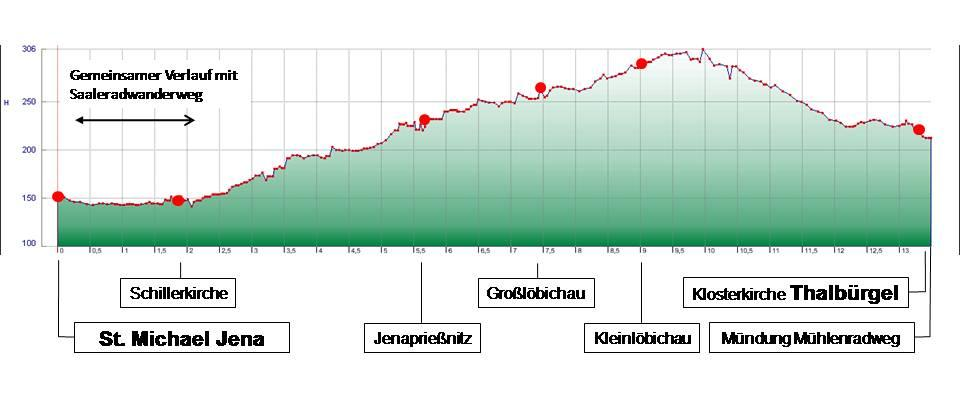
Höhenprofil

Der Kirchenradweg Jena – Thalbürgel verbindet zwei bedeutende Thüringer Kirchen, die Jenaer Stadtkirche St. Michael und die Klosterkirche Thalbürgel. Am Weg liegen die „Schillerkirche“ in Wenigenjena (Jena-Ost) sowie sehr schöne geschichtsträchtige Dorfkirchen in Jenaprießnitz, Groß- und Kleinlöbichau.
Der Kirchenradweg folgt einer alten Fernhandelsstraße Erfurt – Altenburg, zu der parallel erst in jüngerer Zeit entlang des Gembdenbaches – nach erfolgter Entwässerung der tieferen Tallage – die Bundesstraße 7 angelegt wurde. Der Weg beginnt im Stadtzentrum von Jena, verläuft in östlicher Richtung mit einer Länge von 13,3 km und ist außerhalb Jenas asphaltiert.
Die Eröffnung des Radweges fand am 20. Juni 2010 statt.
Am Kirchenradweg kann man 1000 Jahre Kirchenbaugeschichte erleben, von der Romanik, über Gotik und Barock bis zur Architektur des 20. Jahrhunderts. Die Innenausstattung, insbesondere die Altäre und Orgeln, zeigen die beeindruckende Vielfalt Thüringer Kunst- und Kulturgeschichte. Die Bauwerke zeigen aber auch deutlich Narben der wechselhaften politischen Rahmenbedingungen, z. B. das bauliche Konglomerat der Schillerkirche bedingt durch eine Bauunterbrechung aus finanziellen Gründen im 15. Jahrhundert; weitgehender Abbruch u. a. des Chorraumes der Klosterkirche Thalbürgel im Gefolge der Reformation im 16. Jahrhundert; schlichter Bau des Albert-Schweitzer-Gemeindezentrums unter den restriktiven politökonomischen Bedingungen der DDR im 20. Jahrhundert.

## Stadtkirche St. Michael

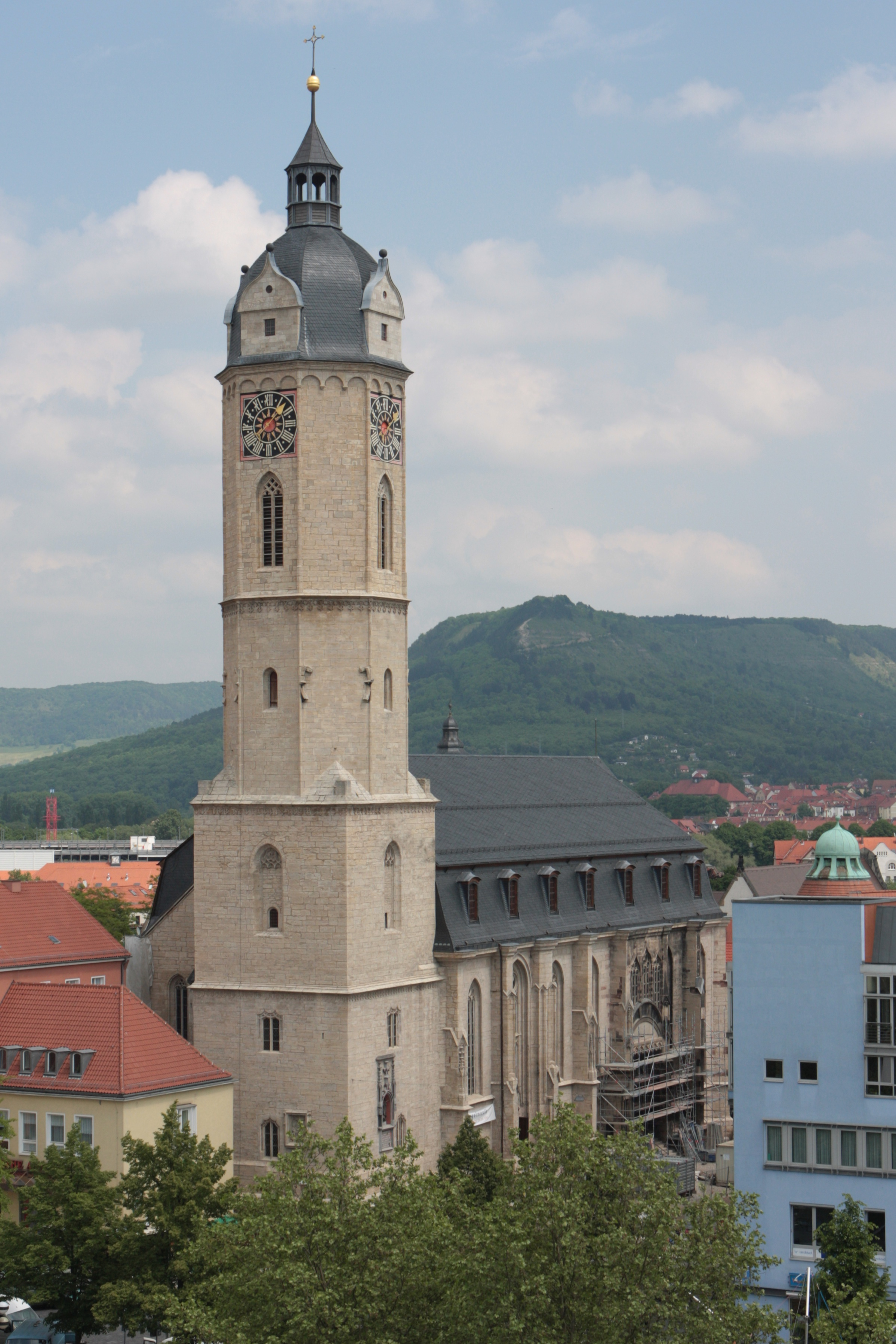
Stadtkirche St. Michael in Jena

Die Stadtkirche St. Michael ist die Hauptkirche des Evangelisch-Lutherischen Kirchenkreises Jena, zu dem auch vier weitere der sechs am Kirchenradweg liegende Kirchen gehören. Die Jenaer Stadtkirche ist eine spätgotische Hallenkirche mit einem gut 40 Meter langen Mittelschiff und hohen Seitenschiffen. Eindrucksvoll wirkt das Gewölbe der Kirche mit seinem Wechsel von Stern- und Linienfiguren.
Ausgrabungen weisen auf den Bau einer romanischen Saalkirche an diesem Ort im 11. Jahrhundert zurück. Um 1380 wird an das Zisterzienser-Nonnenkloster eine repräsentative Kirche gebaut. 1422 wird der Hochchor errichtet. Er steht ebenso über einer Kryptenanlage wie über dem offenen äußeren Durchgang: „Ara“; dieser über der alten Prozessionskavate errichtete Altar zählt zu den „Sieben Wundern“ Jenas.
Bis 1556 benötigt man Zeit, um den 75 Meter hohen Turm zu vollenden. Als die Reformation Einzug hält, predigt Martin Luther hier; die für den Reformator geschaffene Grabplatte verbleibt in der Kirche. Zu Beginn des 20. Jahrhunderts ist Max Reger Organist. Am 19. März 1945 brennt die Kirche aus und wird 1955 neu geweiht. Seit 1998 wird St. Michael umfassend restauriert.
Von der Stadtkirche St. Michael gelangt man über die Camsdorfer Brücke, ein weiteres der „Sieben Wunder“ Jenas, dem Saaleradwanderweg folgend, an der Grüne Tanne in das „Wenigenjenaer Ufer“ einbiegend, zur „Schillerkirche“.

## Schillerkirche

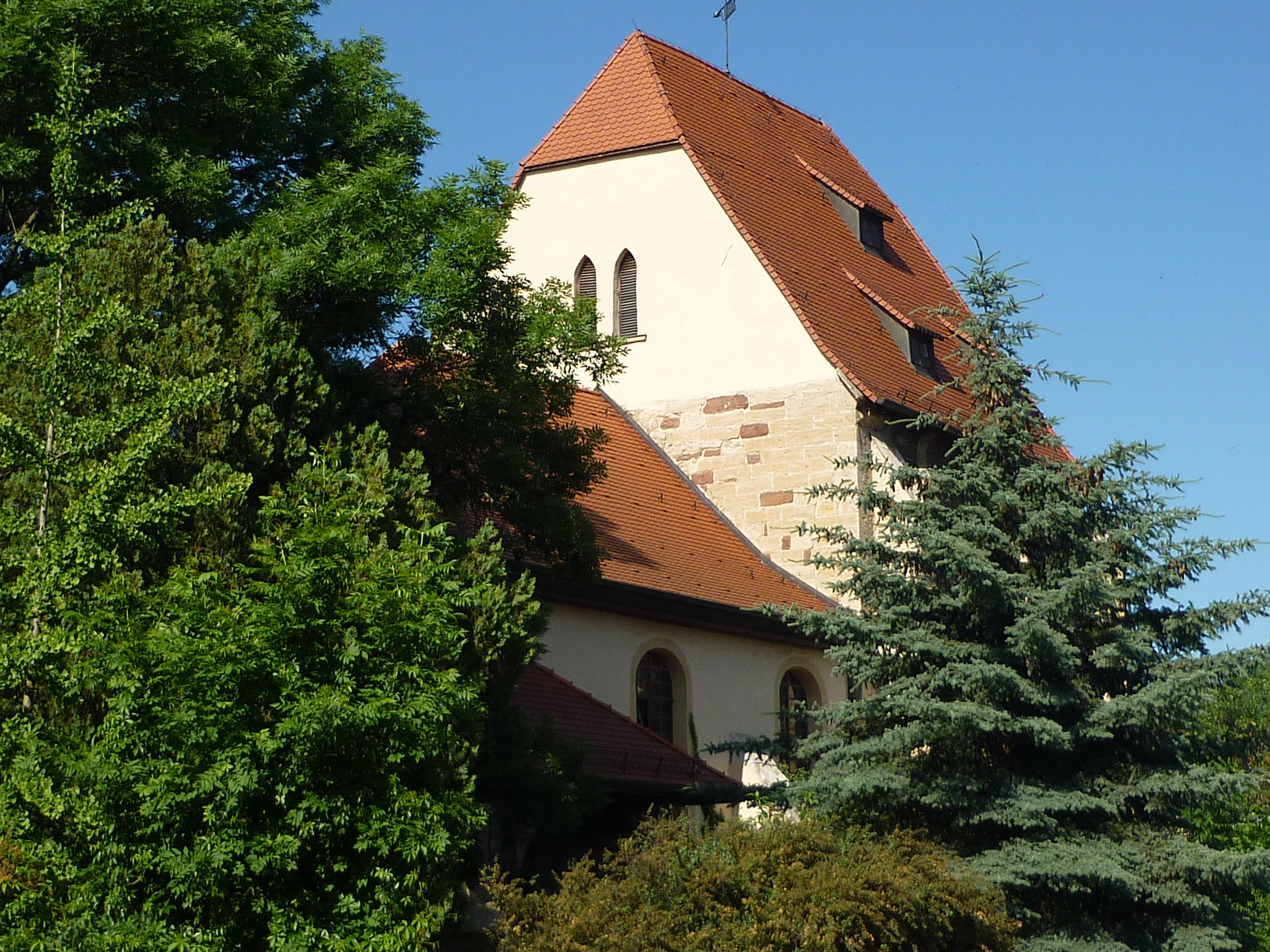
Schillerkirche in Jena-Ost

Die bereits 1307 urkundlich erwähnte Kirche „Unserer Lieben Frau“ ist die Urpfarrei von Wenigenjena. Nachdem Friedrich von Schiller und Charlotte von Lengefeld 1790 in dieser Kirche getraut wurden, hat sich allgemein der Name „Schillerkirche“ eingebürgert.
Das heutige Kirchgebäude wurde im 14./15. Jahrhundert an Stelle eines kleineren Vorgängerbaues errichtet. Charakteristisch ist der hochaufsteigende gotische Chor mit schlanken, zweigeteilten Fenstern, mit zierlichem Maßwerk im Fischblasenmuster und in Kleeblattbögen.
Nachdem im ersten Drittel des 15. Jahrhunderts die Bautätigkeit aus Kostengründen eingestellt werden musste, ist der ursprünglich geplante Bau des Kirchenschiffes nie zur Ausführung gekommen. So wurde die Kirche zu dem sie charakterisierenden Konglomerat unterschiedlicher Baukörper, in dem der Chor in seiner Höhe das Langhaus weit überragt. Architektonisch bedeutend ist das noch im ausgehenden 15. Jahrhundert ausgeführte südliche Portal der Kirche, die „Schöne Pforte“ und ein im Chor eingefügter Sakramentsschrein aus vorreformatorischer Zeit.
Die Schillerkirche gehört im Kirchenkreis Jena zum Seelsorgebezirk Wenigenjena. Das gottesdienstliche und geistliche Leben wird ehrenamtlich durch die offiziell eingetragene Gebetsbruderschaft Jena getragen und gestaltet.

## Diakonie-Seniorenzentrum „Gertrud Schäfer Haus“

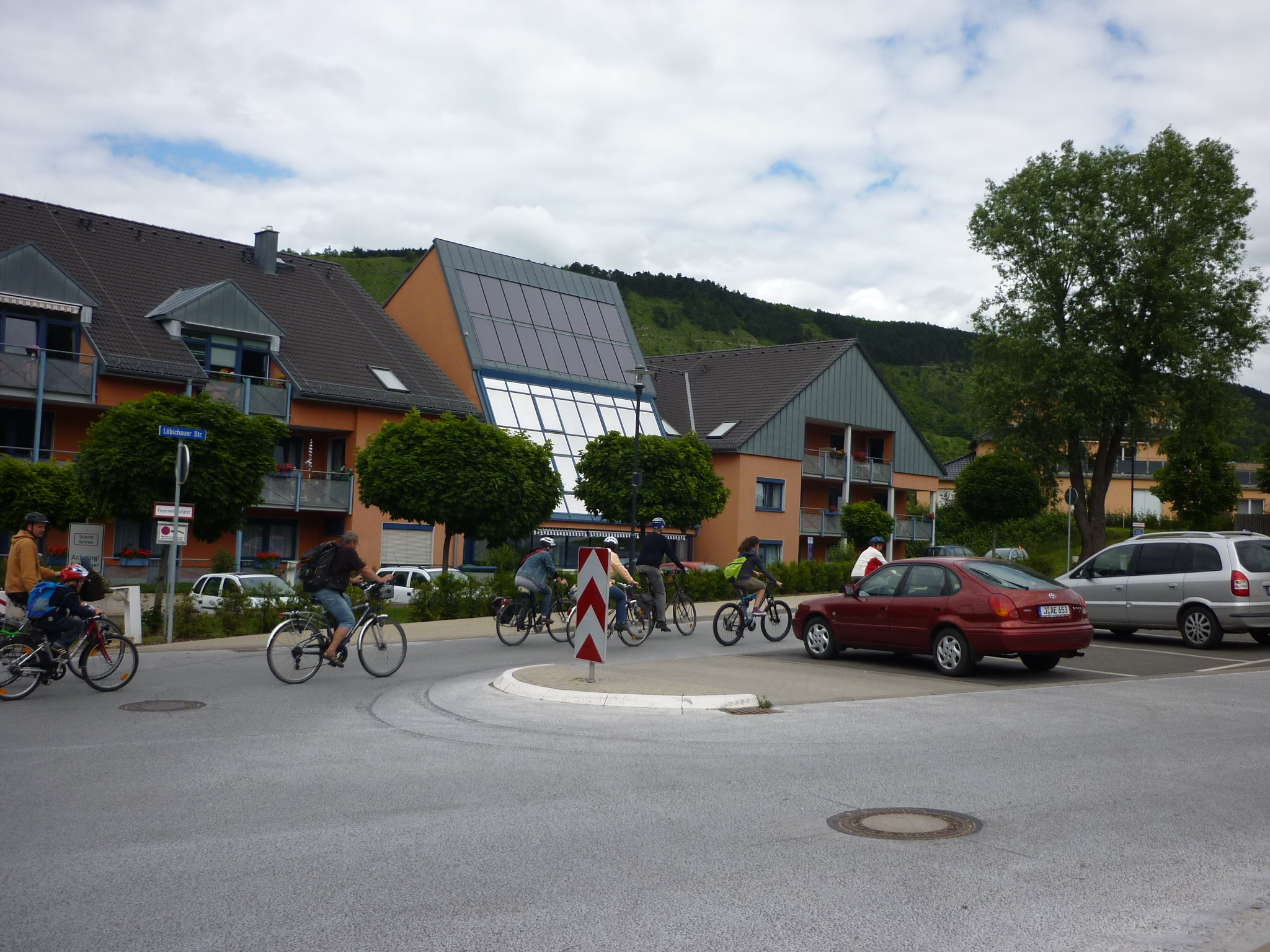
Gertrud-Schäfer-Haus Jena

Der Kirchenradweg zweigt nach der Überquerung des Gembdenbaches vom Saaleradwanderweg ab und verläuft im Weiteren entlang des Gembdenbaches. Mit dem Gembdenbach wird die B7 gequert. Nach einem Verlauf von etwa 100 Metern auf der B7 wird diese wieder verlassen und eingebogen in die Straße Vor der Gembdenmühle, die zur Löbichauer Straße, vorbei am Diakonie-Seniorenzentrum „Gertrud Schäfer Haus“, und damit auf eine relativ ruhige asphaltierte Straße parallel zur B7 führt.
Das Seniorenzentrum wurde 2000/2001 errichtet und nach Gertrud Schäfer benannt, einer der ersten Pastorinnen Thüringens mit starkem sozial-politischem Engagement.
Das Seniorenzentrum gehört zum Pfarrbereich ebenso wie das Gemeindezentrum Albert Schweitzer und die am Kirchenradweg liegenden Kirchen in Jenaprießnitz, Groß- und Kleinlöbichau.

## Gemeindezentrum Albert Schweitzer

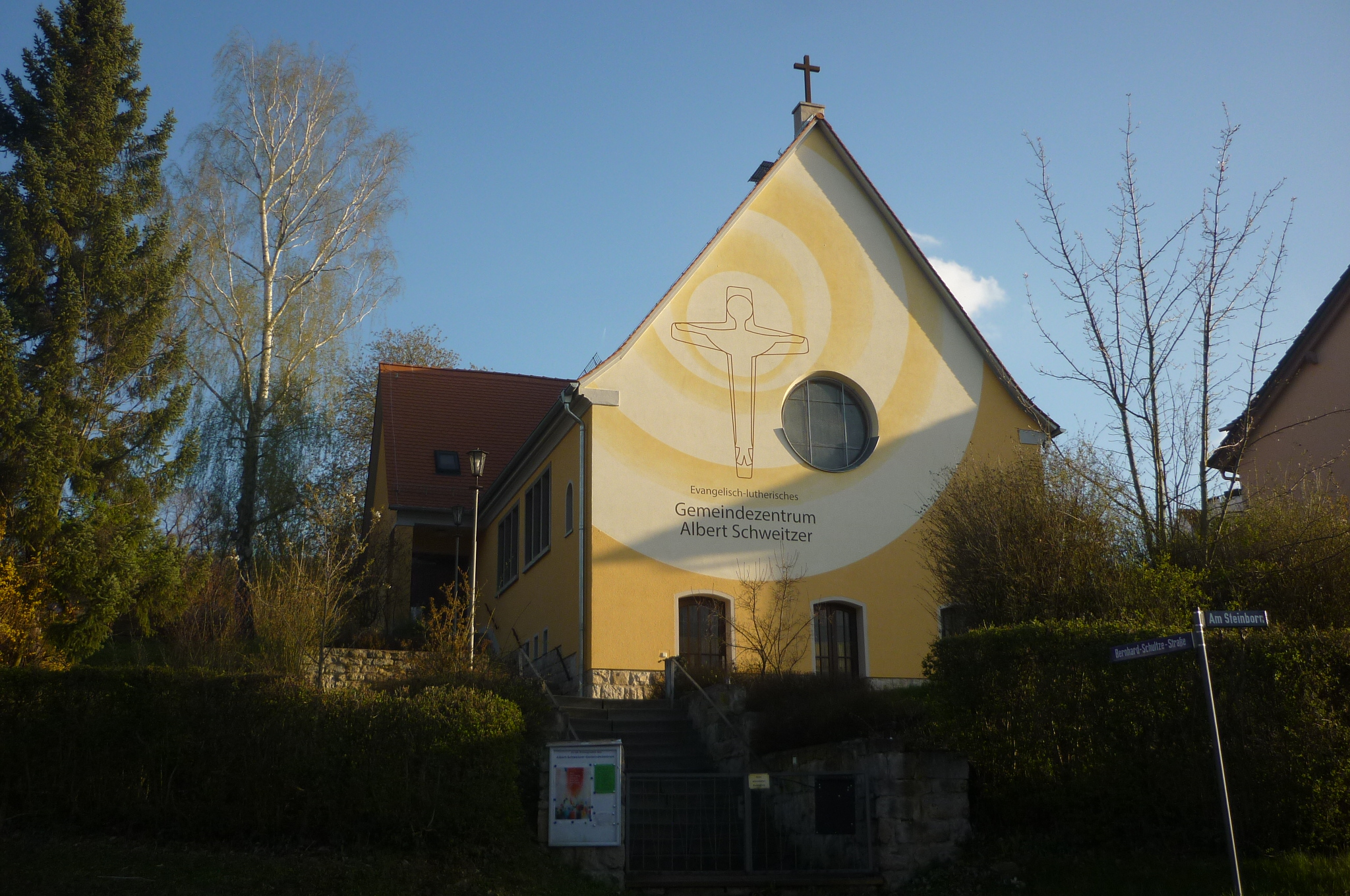
Gemeindezentrum Albert Schweitzer

Etwa 200 Meter vom Seniorenzentrum – abseits des Kirchenradweges – befindet sich das Gemeindezentrum Albert Schweitzer (Jena-Ost, Am Steinborn 136). Es ist aus dem „Schillersprengel II“ hervorgegangen und wurde in den Jahren 1955 bis 1960 errichtet. Die Namensgebung ist mit den Bauschwierigkeiten verbunden, die Ende der 1950er Jahre durch die „staatlichen Organe“ der DDR dem Neubau entgegengestellt wurden. Ein Jenaer Kirchenältester schrieb an Albert Schweitzer, ob dieser seinen Namen für das neu zu erbauende Gemeindezentrum geben würde. Der Friedensnobelpreisträger und Professor Albert Schweitzer war in der DDR hoch geachtet und mit der Jenaer Universität sehr verbunden. Albert Schweitzer stimmte zu. Die „staatlichen Organe“ kamen so nicht mehr umhin, den weiteren Baufortschritt für das Gemeindezentrum zu genehmigen. 1960 wurde es eingeweiht.
Das Gemeindezentrum Albert Schweitzer gehört zum Gemeindebezirk Gembdental, dem Initiator des Kirchenradweges Jena – Thalbürgel, der am 20. Juni 2010 im Rahmen einer Familienradfahrt eröffnet wurde.

## Kirche in Jenaprießnitz

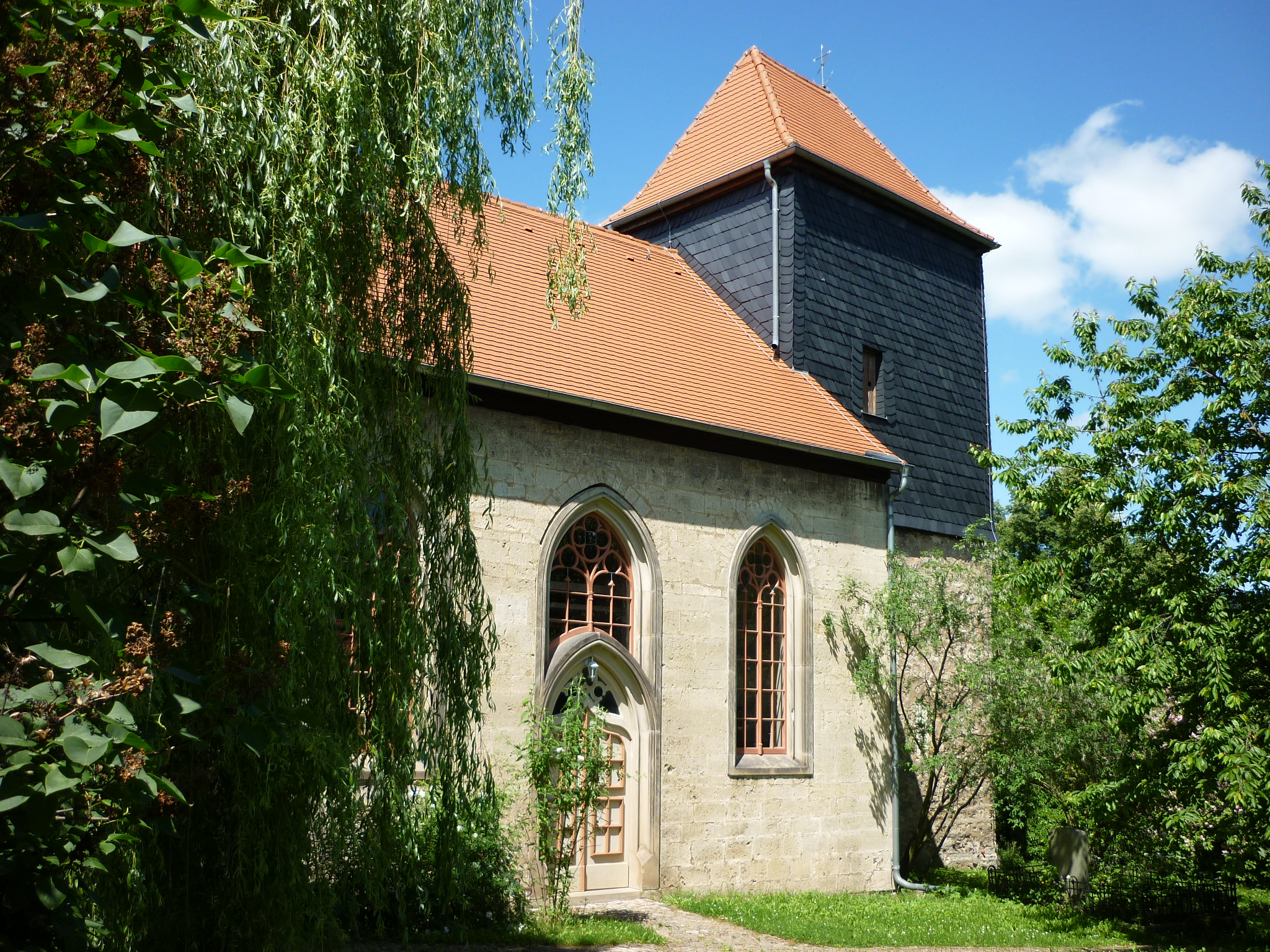
Kirche von Jenaprießnitz

Die Pfarrei Jenaprießnitz galt als Lehen der Burggrafen von Kirchberg und wurde von diesen 1293 dem Kloster Bosau übertragen. Nach der Reformation ging sie in den Bereich des Herzogtums Jena bzw. Sachsen-Weimar über. Die Kirche bestand bereits zur Zeit der urkundlichen Ersterwähnung des Ortes 1252. Aus dieser Zeit stammen noch der spätgotische Chor mit seinem Kreuzgratgewölbe und dem hohen, schmalen Lanzettfenster an der Chorostseite. Im Dreißigjährigen Krieg brannte die Kirche 1637 bis auf den Turmstumpf ab. Über das Aussehen der daraufhin errichteten Notkirche ist nichts überliefert. In den Jahren 1855/56 wurde die Kirche völlig neu errichtet und behielt ihre Bauform im Wesentlichen unverändert bis heute.
Im Inneren schließt das schlicht gehaltene Langhaus mit einem schlanken, gotischen Triumphbogen ab, der zum Chorraum mit dem gotischen Kreuzgratgewölbe öffnet. Dieses ruht auf vier unterschiedlich gearbeiteten Konsolsteinen und endet in einem runden Schlussstein, der vermutlich einen Christuskopf darstellt. Hervorzuheben ist das gut erhaltene, wertvolle gotische Altarkruzifix.

## Kirche in Großlöbichau

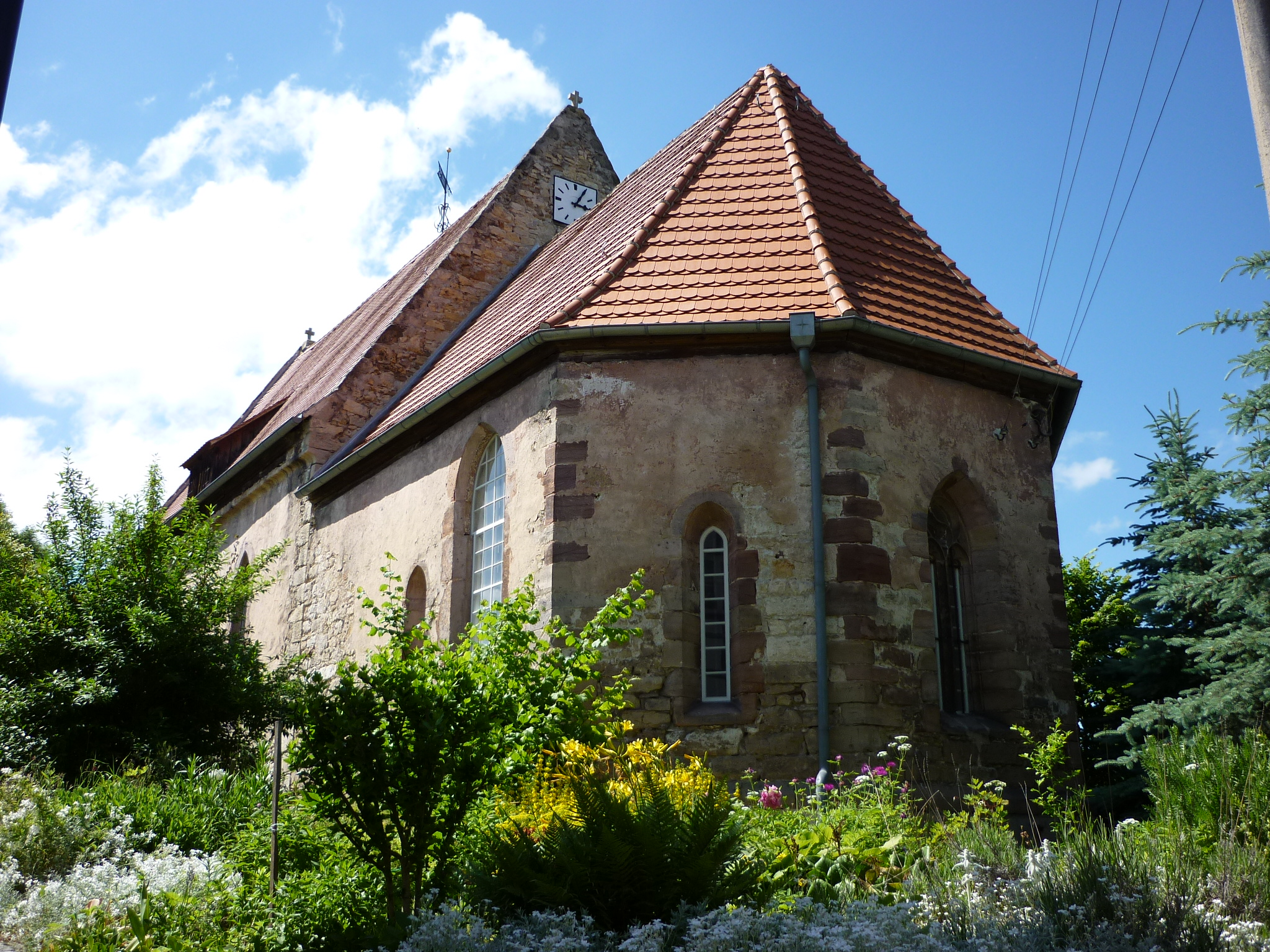
Kirche von Großlöbichau

Die erste Erwähnung des Dorfes Großlöbichau findet sich als Liubicha in einer Urkunde von Kaiser Otto III. aus dem Jahre 1001. Die St. Bartholomäus geweihte Kirche wird erstmals in einer Urkunde vom 19. Juli 1252 erwähnt, in der Hermann von Lobdeburg sein Patronatsrecht über die Kirche an das Kloster Bosau abtritt. Von den romanischen Ursprüngen des Kirchenbaues zeugen das Hauptschiff mit dem umlaufenden Dachgesims, der Triumphbogen im Inneren, der in den gotischen Chorraum führt, und vor allem das romanische Eingangsportal mit einer Inschrift aus dem Jahre 1347, die Plebanus, den Leutpriester, Heinrich von Lucka, benennt und wohl auf den Abschluss der gotischen Umbauarbeiten hinweist. Bemerkenswert sind die bei der Erneuerung des Altarraumes gefundenen Grabplatten aus dem 16. und 17. Jahrhundert. Das Prunkstück der Kirche ist jedoch der spätgotische Marien-Flügelaltar, der um 1500 in einer bisher noch unbekannten Werkstatt  geschnitzt wurde.

## Kirche in Kleinlöbichau

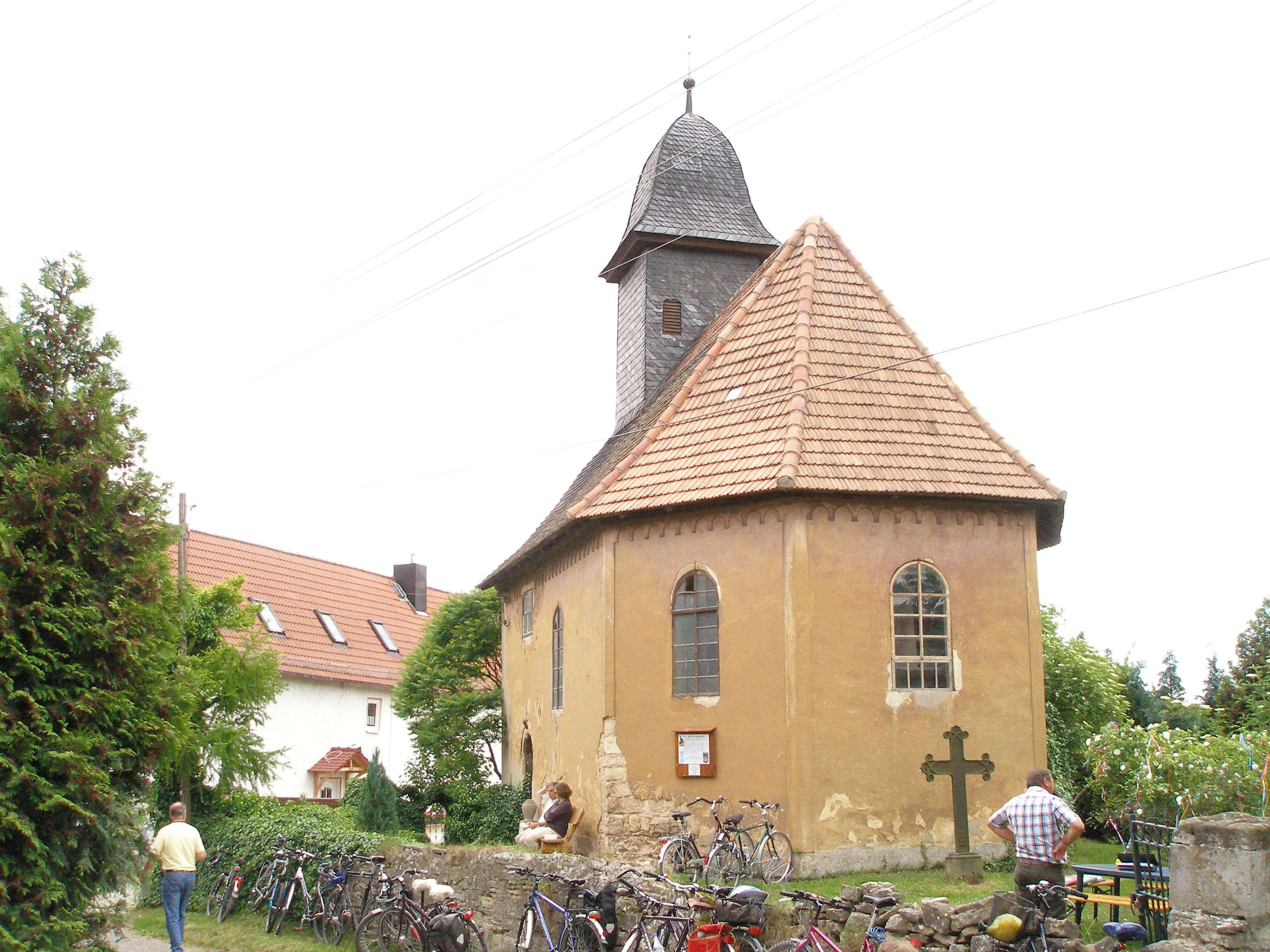
Kirche von Kleinlöbichau

Die Kirche wurde im Jahre 1675 an der Stelle einer schon 1353 erwähnten Kapelle, die nach der Reformation verfallen war, von Bernhard II. (1638–1678) von Sachsen-Jena, zu dem damals Kleinlöbichau gehörte, aus Steinen der verfallenen Abtei Thalbürgel erbaut.
Die schlichte Bauernkirche hat einen kleinen Barockturm nach Westen hin. Der polygonale Altarraum mit einem Steinaltar im Zentrum des Chorraumes und die Kanzel mit beachtenswerter Grisaille-Malerei der vier Evangelisten sowie der Taufstein stammen aus der Zeit des Rokoko. Wertvoll ist die kleine Orgel, die 1755 von Justinus Ehrenfried Gerhard, einem Schüler von Gottfried Silbermann, gebaut und 2010–2015 saniert wurde. Der Glockenturm enthält Aufhängungen für zwei Glocken. Die Glocken wurden 1778 in der Glockengießerei Apolda gefertigt. Die größere von ihnen wurde im Ersten, ihr Ersatz im Zweiten Weltkrieg eingeschmolzen.

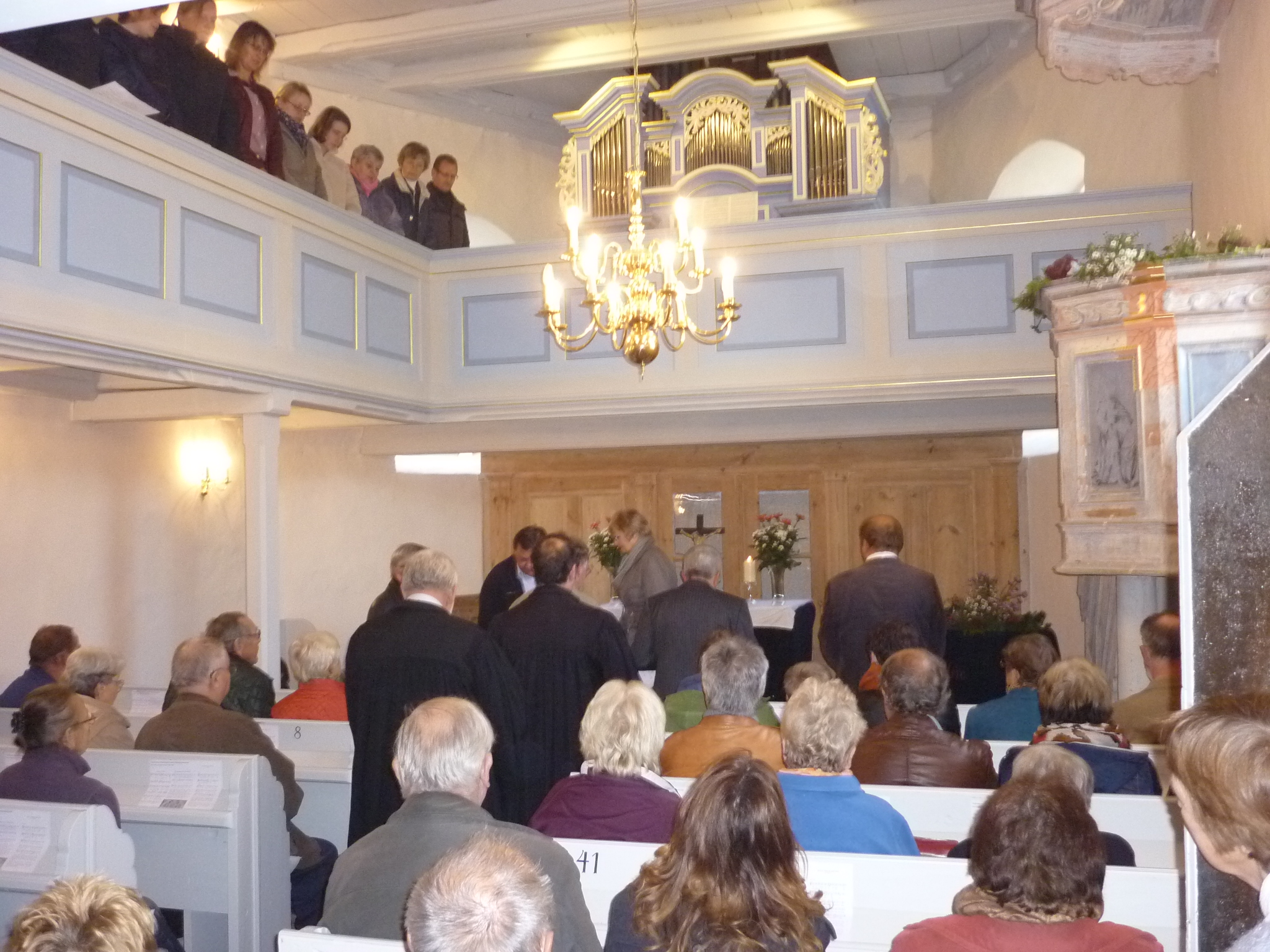
Gottesdienst in der Kirche Kleinlöbichau zur Wiedereinweihung am 31. Oktober 2015

Ende August 2012 begann die Sanierung der baulich stark geschädigten Kirche, nachdem die nötigen Finanzmittel zur Verfügung standen. Besonders der Hausschwamm muss mit erheblichem Aufwand bekämpft werden.
Am 31. Oktober 2015 wurde in einem Gottesdienst die Wiedereinweihung der Kirche Kleinlöbichau und ihrer Orgel gefeiert.
Die Kirche ist im Sommerhalbjahr am Sonnabend und Sonntag geöffnet.
Die Dorfkirche Kleinlöbichau wurde 2013 in Verbindung mit dem Kirchenradweg Jena – Thalbürgel in das Verzeichnis der Radwegekirchen aufgenommen.
Hinter Kleinlöbichau verlässt der Kirchenradweg den Kirchenkreis Jena. Politisch gehören Klein- und Großlöbichau wie auch die Stadt Bürgel mit dem Ortsteil Thalbürgel zum Saale-Holzland-Kreis.

## Klosterkirche Thalbürgel

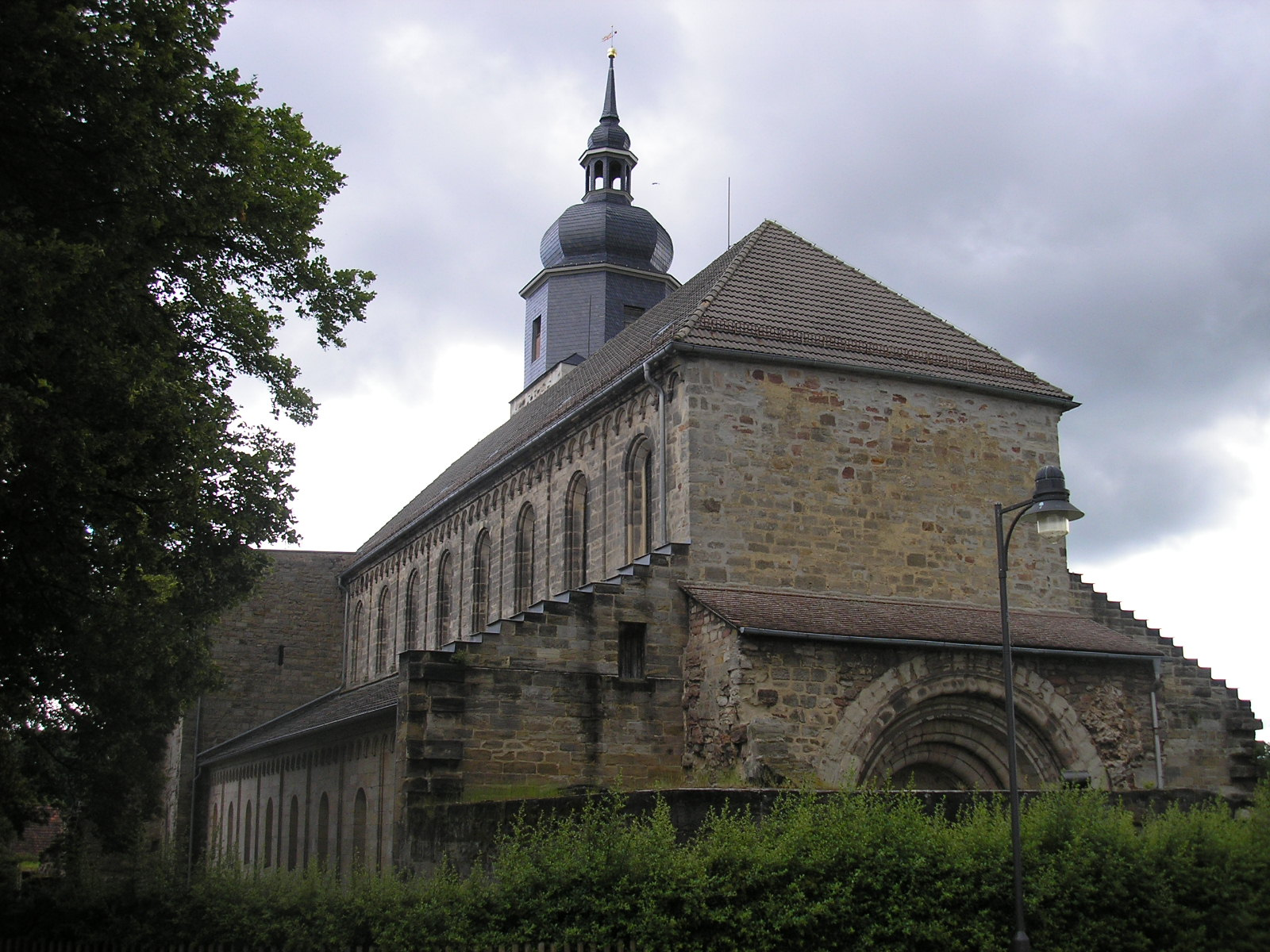
Romanische Klosterkirche Thalbürgel

Die Klosterkirche St. Maria und St. Georg in Thalbürgel gehört zu den bedeutendsten romanischen Sakralbauten Thüringens. Sie ist Zeugin eines einstigen Benediktinerklosters. Am 13. Februar 1133 stifteten es Margraf Heinrich von Groitzsch und dessen Gemahlin Bertha in Gegenwart von Bischof Udo I. im Naumburger Dom.
Nach dem Vorbild von Paulinzella und Hirsau errichteten die Benediktiner ihre Mönchskirche, die Klausur und ihren Wirtschaftshof. Einmalig ist der Staffelchor.
Infolge der Reformation wurde das Kloster 1526 aufgehoben. Philipp Melanchthon veranlasste die Einrichtung einer evangelischen Dorfkirche.
1817 war es Johann Wolfgang von Goethe, der das Fürstenhaus Sachsen-Weimar auf diese Klosteranlage aufmerksam machte. Teile der Klosterkirche und ihrer Anlagen wurden im 19. Jahrhundert restauriert. 1972 entstand der Innenraum neu.
Heute dient die Klosterkirche als Gottesdienstraum. Eine ganz besondere Wirkung entfaltet die Musik in diesem Raum.
In unmittelbarer Nähe zur Klosterkirche und in geschichtlichem Zusammenhang mit dieser befindet sich das Museum Zinsspeicher.

## Orgeln
Die am Kirchenradweg liegenden Kirchen zeigen eine reiche Vielfalt der Orgelbaukunst. Während die Orgeln in der Stadtkirche St. Michael und im Albert-Schweitzer-Gemeindezentrum von der Potsdamer Fa. Alexander Schuke geschaffen wurden, sind sämtliche Orgeln in den anderen am Kirchenradweg liegenden Kirchen von Thüringer Orgelbaumeistern geschaffen worden: Schillerkirche – Rudolf Böhm (Gotha, 1973), Jenaprießnitz – Adolf Poppe (Roda, heute Stadtroda, 1855), Großlöbichau – Adalbert Förtsch (Blankenhain, 1873), Kleinlöbichau – Justinus Ehrenfried Gerhardt (Lindig, 1755), Thalbürgel – Hartmut Schüßler (Greiz, 1982). Bemerkenswert ist, dass im am Kirchenradweg gelegenen Großlöbichau die erste nachweisbare Orgel im Jahr 1727 vom ortsansässigen „Orgelmacher“ Heinemann geschaffen wurde.

## Thüringer Mühlenradweg und weitere Angebote

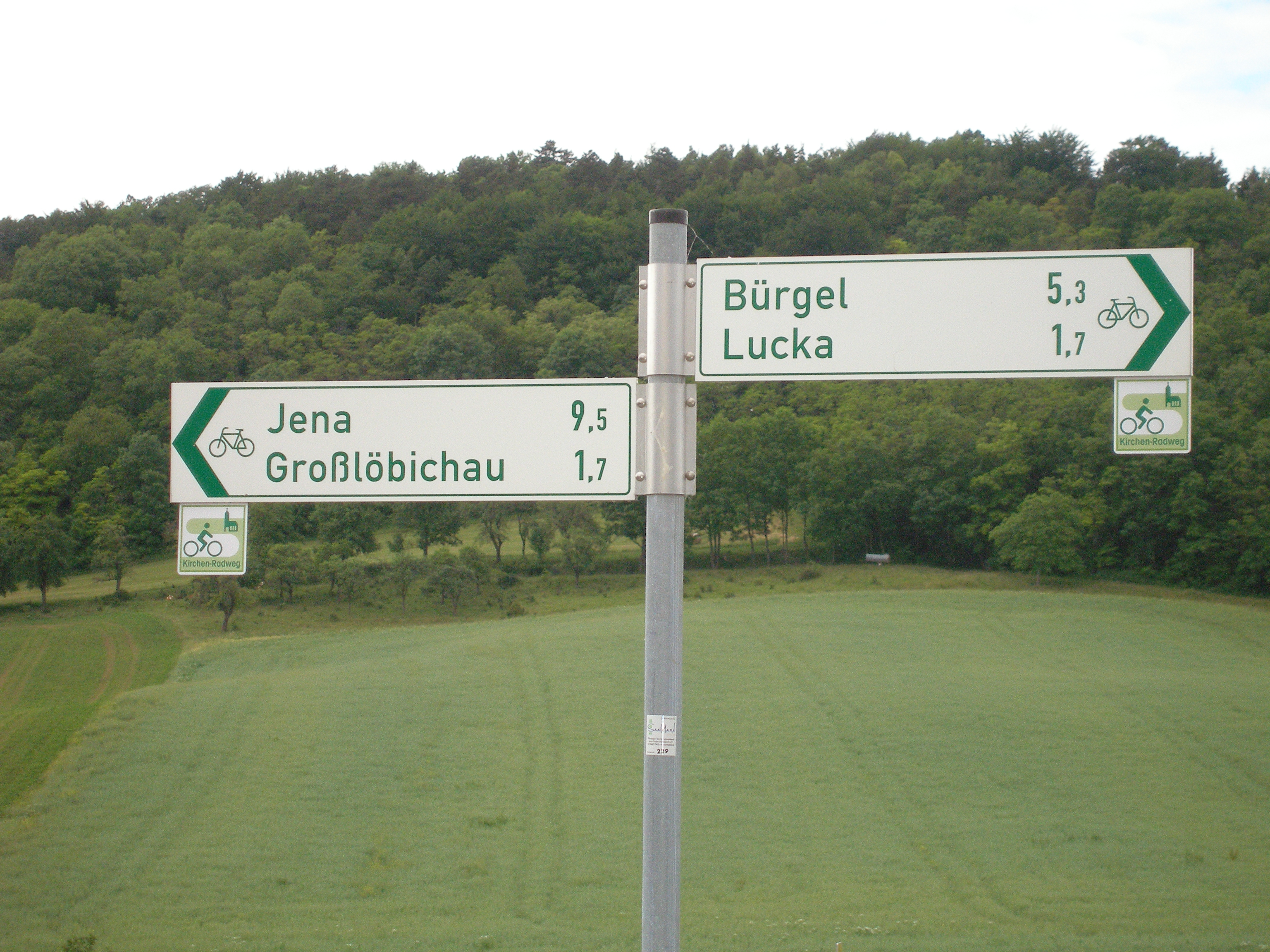
Wegweiser mit Signet

Der Kirchenradweg lässt sich mit weiteren 19 km auf dem Thüringer Mühlenradweg von Bürgel über Löberschütz, Beutnitz, Golmsdorf, Porstendorf, Kunitz zurück nach Jena zu einer Rundtour kombinieren oder mit weiteren Angeboten fortsetzen.